# Píritu (municipalité de l'État d'Anzoátegui)
Pour les articles homonymes, voir Píritu.
Píritu  est l'une des vingt-et-une municipalités de l'État d'Anzoátegui au Venezuela, créée en 1993. Son chef-lieu est Píritu. En 2011, la population s'élève à 23 248 habitants.

## Géographie

### Subdivisions
La municipalité possède une seule paroisse civile et une parroquia capital, traduite ici par « capitale » (en italiques et suivie d'une astérisque) avec, chacune à sa tête, une capitale (entre parenthèses) :
- Capitale Píritu * (Píritu) ;
- San Francisco (San Francisco).